# Wołodymyr Kobzariew
Wołodymyr Ołeksandrowycz Kobzariew, ukr. Володимир Олександрович Кобзарєв, rus. Владимир Александрович Кобзарев, Władimir Aleksandrowicz Kobzariew (ur. 12 czerwca 1957 w Woroszyłowgradzie) – ukraiński piłkarz, grający na pozycji pomocnika, trener piłkarski.

## Kariera piłkarska

### Kariera klubowa
Wychowanek Szkoły Piłkarskiej Zoria Ługańsk (trener Wołodymyr Kowałenko) oraz Internatu Sportowego w Woroszyłowgradzie (trener Wadym Dobyża). W 1975 rozpoczął karierę piłkarską w rodzimym klubie Zoria Woroszyłowgrad. Najpierw występował w drużynie rezerw, a w 1977 debiutował w podstawowym składzie Zorii. W latach 1980–1981 służył w wojskowym klubie SKA Kijów, skąd został zaproszony do Dnipra Dniepropetrowsk. Drugą połowę sezonu 1983 roku spędził w farm-klubie Dnipra Kołos Pawłohrad. W 1984 powrócił do rodzimej Zorii Woroszyłowgrad, w której pełnił funkcję kapitana drużyny. W 1989 rozegrał tylko 2 pierwsze mecze, po czym przeszedł do Szachtara Pawłohrad. A już wkrótce został zaproszony do pierwszego profesjonalnego klubu futsalowego w ZSRR - Mechanizator Dniepropetrowsk, w którym w marcu 1994 zakończył karierę zawodową.

## Kariera trenerska
Po zakończeniu kariery piłkarskiej rozpoczął pracę trenerską. W kwietniu 1994 objął stanowisko głównego trenera w rodzimym klubie Zoria Ługańsk, w którym pracował do końca roku. Potem łączył funkcje trenera i piłkarza w amatorskim zespole Drużba-Chlib Mahdałyniwka. W sezonach 1996/97 oraz 1997/98 prowadził Metałurh Nowomoskowsk. W październiku 1998 został zaproszony na stanowisko głównego trenera Dnipra Dniepropetrowsk, z którym pracował do kwietnia 1999. Potem prowadził drugą drużynę Dnipra Dniepropetrowsk, po czym wyjechał do Moskwy, gdzie został starszym trenerem Szkoły Piłkarskiej Goleador. W lipcu 2002 ponownie został głównym trenerem Zorii Ługańsk. W sierpniu 2003 po nieudanym starcie Zorii w sezonie podał się do dymisji. Potem pracował w Szkole Piłkarskiej CSKA Moskwa na stanowisku starszego trenera.

## Sukcesy i odznaczenia

### Sukcesy klubowe
- mistrz Ukraińskiej SRR: 1980, 1986
- półfinalista Pucharu ZSRR: 1977

### Sukcesy trenerskie
- mistrz Drugiej Lihi: 2003

### Odznaczenia
- tytuł Mistrza Sportu ZSRR: 1977